# Malacochersus tornieri
La tortuga de las rocas o tortuga panqueque (Malacochersus tornieri) es una especie de tortuga de la familia Testudinidae de caparazón plano originaria de Tanzania y Kenia. Su distribución puede extenderse a Zambia según Chansa y Wagner (2006). Su nombre deriva de la forma plana de su caparazón y es el único miembro del género Malacochersus.

## Hábitat
La tortuga de las rocas habita en la región de Somalia-Masái, zona semiárida, se caracteriza por matorrales de Acacia, Commiphora y bosques de Brachystegia en localidades de montaña (Blanco 1983, Broadley y Howell 1991). Su hábitat es la sabana seca de baja altitud con pequeñas colinas rocosas de basamento cristalino.

## Morfología
A diferencia de la mayoría de las tortugas su caparazón es plano y flexible, y proporciona la defensa de la tortuga de los depredadores. Las estaciones de cría de esta tortuga es en enero y febrero. Para su protección se esconde en las grietas pequeñas de las rocas gracias a la forma plana de su caparazón. El caparazón es de color marrón, con frecuencia con un patrón variable de la radiación de líneas oscuras en cada escudo, lo que ayuda a camuflar la tortuga en su hábitat natural seco. El plastrón es de color amarillo pálido con vetas marrones oscuras y rayos de luz amarilla, y la cabeza, las extremidades y la cola son de color amarillo-marrón. 

## Ecología
Su extraño caparazón, aplastado, hace de esta tortuga un codiciado animal en zoológicos y en colecciones privadas. Son tortugas especialistas en escaparse. Su tasa de reproducción es baja ya que las hembras sólo ponen un huevo debido a su forma. Se pasan el día escondidas en zonas rocosas, a menudo apiladas unas encima de otras. Se alimentan de hojas verdes de la sabana. 